# 第60次長期滞在
第60次長期滞在（だい60じちょうきたいざい）は国際宇宙ステーションでの60回目の長期滞在で、2019年6月24日のソユーズMS-11のドッキング解除から始まった。この長期滞在はニック・ヘイグおよびクリスティーナ・コックとともに第59次長期滞在から移行したアレクセイ・オヴチニンが船長を務めた。3人に2019年7月20日にソユーズMS-13で到着したアレクサンドル・スクボルソフ、ルカ・パルミターノおよびアンドリュー・R・モーガンが合流した。この長期滞在は2019年10月3日にソユーズMS-12（オヴチニン、ヘイグおよび宇宙旅行参加者のハザ・アル・マンスーリが搭乗）のドッキング解除で終了し、コック、スカヴォルソフ、パルミターノおよびモーガンは第61次長期滞在に移行した。
この長期滞在の最終日に、ソユーズMS-15の到着によりステーションの滞在者は一時的に合計9名となり、2015年9月のソユーズTMA-16Mの出発以来、初めてISSの乗組員が標準の6名を超えることになった。

## クルー
| 役職                  | 第1期 （2019年6月24日 – 7月20日）                       | 第2期 （2019年7月20{日 – 10月3日）                      |
| --------------------- | ------------------------------------------------------- | ------------------------------------------------------- |
| 船長                  | アレクセイ・オヴチニン、RSA 3回目の宇宙飛行 spaceflight | アレクセイ・オヴチニン、RSA 3回目の宇宙飛行 spaceflight |
| 第1フライトエンジニア | ニック・ヘイグ、NASA 2回目の宇宙飛行                    | ニック・ヘイグ、NASA 2回目の宇宙飛行                    |
| 第2フライトエンジニア | クリスティーナ・コック、NASA 1回目の宇宙飛行            | クリスティーナ・コック、NASA 1回目の宇宙飛行            |
| 第3フライトエンジニア |                                                         | アレクサンドル・スクボルソフ、RSA 3回目の宇宙飛行       |
| 第4フライトエンジニア |                                                         | ルカ・パルミターノ、ESA 2回目の宇宙飛行                 |
| 第5フライトエンジニア |                                                         | アンドリュー・R・モーガン、NASA 1回目の宇宙飛行         |